# 雙足龍

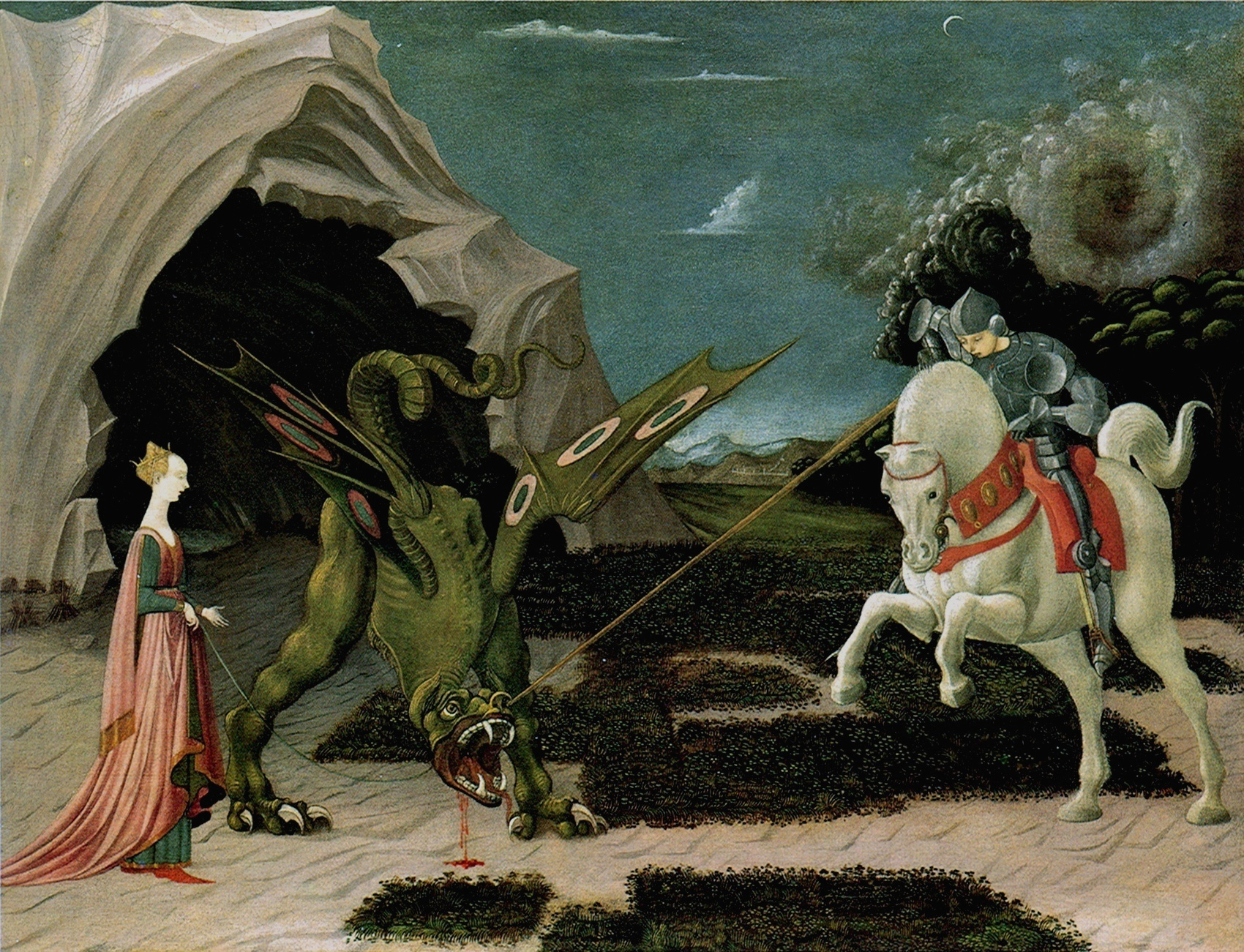

雙足龍（英語：Wyvern/Wivern）是一種西方传说生物。
「Wyvern」一词源自撒克遜語「Wivern」，法语的拼法為「Vouivre」，二者的意義都指“毒蛇”（Viper）。飞龙形象频繁出现于中世纪的纹章中。该种纹章一般为立式。它们被描绘为似龙而小，仅具双足，爪趾如飞禽，双翼披鳞或带羽，尾生倒刺或呈蛇状。一般来说飞龙不能喷火，但也有例外。在纹章学中，它象征瘟疫、征服等。
飞龙的变体包括有水飞龙（Sea-wyvern），長了一条像鱼尾的尾巴。飞龙與另一種神話生物“雞蛇”的形象也很相近。

## 遊戲中的形象
- 在龙与地下城设定中，飞龙的尾巴变成了双岔的毒刺，翅膀上长满鳞片。它们的智力不高，往往对玩家充满敌意。
- 在火焰之纹章系列世界中，飛龍是士兵的座騎。而实际上在圣魔之光石里上等职业Wyvern Knight的形象才是西方的飞龙
- 在戰錘世界中，飛龍則是半獸人（Orc）將領的座騎。
- 在魔物獵人中的飛龍種魔物即是參考神話設計的，以雌火龍(利奧雷亞/リオレイア)為例，擁有飛行能力，口中會吐出火球，而且尾部的毒刺帶有毒性，雄火龍(利奧雷烏斯/リオレウス) 則是腳爪帶有劇毒。（火龍在遊戲中有分雌和雄兩種，除了外型不同外，攻擊方式和難易度也不同。）
- 动畫聖鬥士星矢中，反派冥鬥士（拉達曼迪斯）是以飞龙为形象的角色。
- 網路遊戲瑪奇中音譯為「瓦伊凡」,是種低智商且各有3種屬性雷火冰吐息的怪物，是熱氣球空戰的狩獵怪物。
- 空战游戏皇牌空战4中的伊路西亚空军的原创战机X-02被命名为Wyvern，該机因为采用折刀翼而机动性相当灵活。

## 外部連結
- 维基共享资源上的相關多媒體資源：飛龍
- 维基词典中的词条「飛龍」